# La Bussière (Viena)
La Bussière és un municipi francès situat al departament de la Viena i a la regió de la Nova Aquitània. L'any 2007 tenia 374 habitants.

## Demografia

### Població
El 2007 la població de fet de La Bussière era de 374 persones. Hi havia 158 famílies de les quals 44 eren unipersonals (20 homes vivint sols i 24 dones vivint soles), 61 parelles sense fills, 49 parelles amb fills i 4 famílies monoparentals amb fills.
La població ha evolucionat segons el següent gràfic:
Habitants censats

### Habitatges
El 2007 hi havia 296 habitatges, 162 eren l'habitatge principal de la família, 116 eren segones residències i 18 estaven desocupats. 265 eren cases i 28 eren apartaments. Dels 162 habitatges principals, 136 estaven ocupats pels seus propietaris, 23 estaven llogats i ocupats pels llogaters i 3 estaven cedits a títol gratuït; 2 tenien una cambra, 14 en tenien dues, 37 en tenien tres, 47 en tenien quatre i 62 en tenien cinc o més. 123 habitatges disposaven pel capbaix d'una plaça de pàrquing. A 75 habitatges hi havia un automòbil i a 67 n'hi havia dos o més.

### Piràmide de població
La piràmide de població per edats i sexe el 2009 era:
| Homes | Edats   | Dones |
| ----- | ------- | ----- |
| 0     | 95 o +  | 0     |
| 0     | 90 a 94 | 12    |
| 12    | 85 a 89 | 4     |
| 0     | 80 a 84 | 0     |
| 16    | 75 a 79 | 16    |
| 24    | 70 a 74 | 16    |
| 12    | 65 a 69 | 4     |
| 4     | 60 a 64 | 12    |
| 12    | 55 a 59 | 12    |
| 8     | 50 a 54 | 8     |
| 8     | 45 a 49 | 16    |
| 8     | 40 a 44 | 8     |
| 4     | 35 a 39 | 12    |
| 4     | 30 a 34 | 8     |
| 24    | 25 a 29 | 0     |
| 8     | 20 a 24 | 8     |
| 8     | 15 a 19 | 4     |
| 0     | 10 a 14 | 16    |
| 20    | 5 a 9   | 0     |
| 4     | 0 a 4   | 8     |

## Economia
El 2007 la població en edat de treballar era de 206 persones, 150 eren actives i 56 eren inactives. De les 150 persones actives 139 estaven ocupades (83 homes i 56 dones) i 11 estaven aturades (4 homes i 7 dones). De les 56 persones inactives 22 estaven jubilades, 13 estaven estudiant i 21 estaven classificades com a «altres inactius».

### Ingressos
El 2009 a La Bussière hi havia 167 unitats fiscals que integraven 371 persones, la mediana anual d'ingressos fiscals per persona era de 14.873 €.

### Activitats econòmiques
Dels 8 establiments que hi havia el 2007, 1 era d'una empresa extractiva, 2 d'empreses de fabricació d'altres productes industrials, 1 d'una empresa de construcció, 2 d'empreses de comerç i reparació d'automòbils i 2 d'empreses d'hostatgeria i restauració.
Dels 2 establiments de servei als particulars que hi havia el 2009, 1 era una lampisteria i 1 restaurant.
L'any 2000 a La Bussière hi havia 34 explotacions agrícoles que ocupaven un total de 2.014 hectàrees.

## Poblacions més properes
El següent diagrama mostra les poblacions més properes.